# Anoectangium filiforme
Anoectangium filiforme là một loài rêu trong họ Pottiaceae. Loài này được (Michx.) Steud. mô tả khoa học đầu tiên năm 1824.